# Leonard Boswell
Pour les articles homonymes, voir Boswell.
Leonard Leroy Boswell, né le 10 janvier 1934 dans le Comté de Harrison (Missouri) et mort le 17 août 2018 à Des Moines (Iowa), est un homme politique américain.
Membre du Parti démocrate, il est élu pour l'Iowa à la Chambre des représentants des États-Unis de 1997 à 2013.

## Biographie
Leonard Boswell étudie au lycée de Lamoni puis sert dans la United States Army pendant vingt ans, de 1956 à 1976. Il sert notamment comme pilote au Viêt Nam et devient lieutenant-colonel. En 1969, il est diplômé d'un bacherlor of arts de l'université Graceland. Après l'armée, il devient agriculteur et dirige une coopérative agricole locale pendant 13 ans à partir de 1979.
En 1984, Boswell est élu au Sénat de l'Iowa, dont il prend la présidence en 1992. En 1994, il se présente sans succès au poste de lieutenant-gouverneur.
Lors des élections de 1996, Boswell est élu à la Chambre des représentants des États-Unis avec 49 % des suffrages contre 48 % pour le républicain Mike Mahaffey. Il est notamment porté par la large victoire de Bill Clinton dans sa 3e circonscription de l'Iowa, un district rural du sud de l'Iowa comprenant également la ville universitaire d'Ames. Pendant dix ans, il est le seul représentant démocrate de l'État au Congrès.
Après le recensement de 2010, l'Iowa perd un siège à la Chambre des représentants. Pour les élections de 2012, Boswell et le républicain Tom Latham se retrouvent donc dans la même circonscription, qui compte environ autant de républicains que de démocrates. Le district, qui s'étend désormais de Des Moines à Council Bluffs, correspond davantage à l'ancienne circonscription de Boswell. Latham — considéré comme l'un des principaux lieutenants du président de la Chambre John Boehner — dispose cependant de fonds beaucoup plus importants que Boswell, qui est finalement battu de huit points par le républicain.
Durant ses différents mandats, Leonard Boswell est considéré comme un démocrate centriste ou modéré.